# Sukaraja (Cukuh Balak)
Sukaraja is een bestuurslaag in het regentschap Tanggamus van de provincie Lampung, Indonesië. Sukaraja telt 559 inwoners (volkstelling 2010).